# Sielsowiet Rubel
Sielsowiet Rubel (biał. Рубельскі сельсавет; ros. Рубельский сельсовет) – sielsowiet na Białorusi, w obwodzie brzeskim, w rejonie stolińskim, z siedzibą w Rublu.
Według spisu z 2009 sielsowiet Rubel zamieszkiwało 4729 osób, w tym 4696 Białorusinów (99,30%), 21 Rosjan (0,44%), 5 Ukraińców (0,11%), 2 Litwinów (0,04%), 2 Udmurtów (0,04%), 1 Mordwin (0,02%) i 2 osoby, które nie podały żadnej narodowości.

## Miejscowości
- agromiasteczko:
  - Rubel
- wieś:
  - Chotomel